# 馬努埃爾伊拉拉費南迪斯中尉鎮
馬努埃爾伊拉拉費南迪斯中尉鎮（西班牙語：Teniente Primero Manuel Irala Fernández），是巴拉圭的城鎮，位於該國中西部，由阿耶斯總統省負責管轄，距離亞松森588公里，始建於2006年3月2日，面積13,278平方公里，人口14,652，人口密度每平方公里0.9人。